# Geistermühle

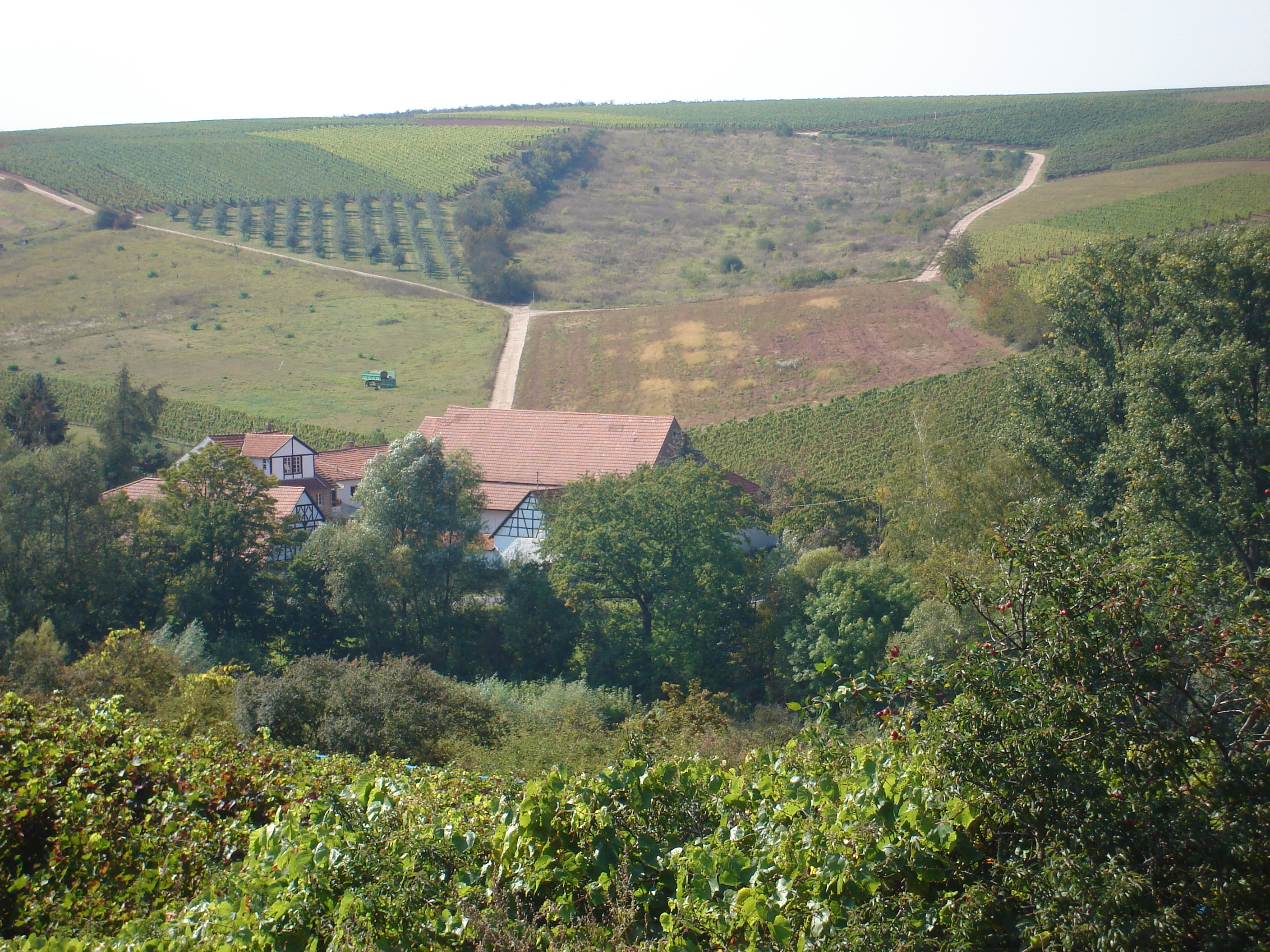
Geistermühle bei Flonheim

Die Geistermühle ist eine Mühle im Wiesbachtal in der Gemeinde Flonheim (Landkreis Alzey-Worms, Rheinland-Pfalz). Sie hat seit 1315, als sie das erste Mal urkundlich erwähnt wurde, häufig die Besitzer gewechselt. Seit 1895 ist sie im Besitz der Familie Zimlich, die sich heute auf den Weinbau spezialisiert hat und die Mahlstube für Feierlichkeiten vermietet.

## Lage
Die Geistermühle ist etwa 10 km von Alzey und 40 km von Mainz entfernt. Eingebettet im rheinhessischen Hügelland bildet sie das Tor zur rheinhessischen Schweiz. Sie liegt zwischen dem Flonheimer Ortsteil Uffhofen und Wendelsheim.

## Geschichte

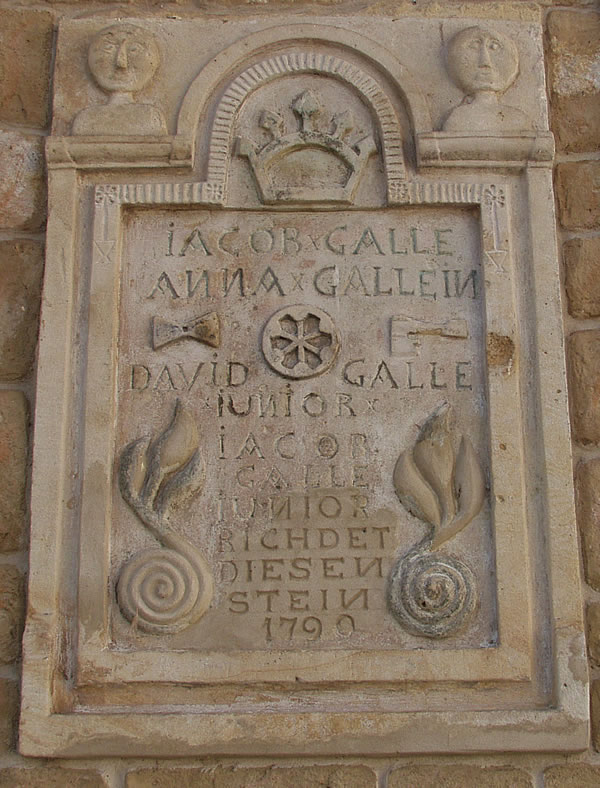
Gedenktafel Familie Galle

Die Geistermühle wurde 1315 erstmals urkundlich erwähnt und erhielt am 25. Juni 1355 ihr Wasserrecht. Eine Abschrift aus dem 15. Jahrhundert befindet sich im Wasserschloss Anholt an der niederländischen Grenze. Über all die Jahrhunderte wurden die Wasserrechte bis zum heutigen Datum ununterbrochen genutzt.
Um 1700 wechselte die Mühle innerhalb von 50 Jahren 12-mal ihren Besitzer, so dass im nahe gelegenen Ort Flonheim der Spruch aufkam: „Zwölfe hat sie schon im Rachen, der Dreizehnte wird's auch nicht mehr lang' machen“. Die Dreizehnten, die Familie Galle, waren aus Glaubensgründen – sie waren Mennoniten – aus der Schweiz ausgewandert und machten sich 1734 auf der Mühle sesshaft. Über sie wurde berichtet, dass sie tüchtig, fleißig und fromm waren. So konnten sie viele Gebäude bauen wie Mühle und Wohnhaus (beides 1790), die drei Gewölbekeller (1812), die darüber liegende große Scheune in siebenjähriger Bauzeit (1812–1819), und schließlich die Trotzmühle, damals Neugeistermühle genannt (bereits 1746) am Uffhofener Ortseingang. 1849 verkaufte Peter Galle seine Mühle an Valentin Trapp, der versuchte, den Betrieb mittels vieler Neuerungen auf ein breiteres Fundament zu stellen. So baute er z. B. eine Knochenstampfe und experimentierte mit einer selbstgebauten Turbine, um die Wasserkraftausbeute zu erhöhen. Er baute auch eine Stärkefabrik, die allerdings am unsauberen Wasser des Wiesbachs scheiterte. Ebenso erstellte er eine Hanfreibe und richtete einen Sackaufzug ein. Nach seinem Tod 1895 hatten seine Angehörigen kein Interesse, die Mühle weiter zu halten, und so kam es am 25. Oktober 1895 zur Versteigerung.
Käufer war die aus der Armsheimer Mühle stammende Familie Zimlich. Sie kaufte das Anwesen für den damals 18-jährigen Sohn. Seitdem ist die Mühle im Besitz dieser Familie. 1949 wurde eine Ossberger Durchströmturbine anstelle des Wasserrades eingebaut. 1960 wurde der Mühlenbetrieb bei der 3. Mühlenstilllegungsaktion stillgelegt, jedoch wird bis heute mit einem Generator Strom erzeugt. Seitdem hat man sich auf den Weinbau spezialisiert, zumal auf den Hängen der Geistermühle schon immer Wein kultiviert wurde. So stammt die älteste Kelter im Oppenheimer Weinbaumuseum von der Geistermühle. Heute ist die Geistermühle ein Weingut, das Kunden in ganz Deutschland beliefert.